# Médecine anthroposophique
 (janvier 2010).
Si vous disposez d'ouvrages ou d'articles de référence ou si vous connaissez des sites web de qualité traitant du thème abordé ici, merci de compléter l'article en donnant les références utiles à sa vérifiabilité et en les liant à la section « Notes et références ».
La médecine anthroposophique est l'ensemble des pratiques thérapeutiques issues de l'anthroposophie, un courant ésotérique occultiste développé par Rudolf Steiner. Ces pratiques sont apparues en 1920 dans le cadre d'une collaboration entre Steiner et la docteure en médecine Ita Wegman.
Médecine non conventionnelle, elle fait l'objet d'une controverse quant à ses objectifs et son efficacité au regard des standards de la médecine fondée sur les faits.

## Concepts de base
La médecine anthroposophique dit prendre en compte les bases scientifiques de la médecine conventionnelle et proposerait[évasif] de les compléter par une étude des forces éthériques et « du plan suprasensible jouxtant le plan matériel ». Elle se rapprocherait[évasif] ainsi de disciplines occultes telles que l'alchimie et l'astrologie, ou de courants religieux tels que la théosophie, dont l'anthroposophie résulte directement.

Dans l'anthroposophie la maladie est vue comme un message divin lié au karma et à la réincarnation : 

« Steiner, le fondateur de l'Anthroposophie, cet ésotérisme mystique et délirant qui est derrière les écoles Steiner-Waldorf, pensait que les maladies sont envoyées par les Dieux pour nous aider à vaincre nos péchés, dans le cadre de la réincarnation. Ainsi, un vaccin, en empêchant de faire une maladie que vous devez avoir dans cette vie, sera un handicap dans une prochaine incarnation, car il entrave un processus karmique. »

## Les maladies en tant que «dette karmique»
La médecine anthroposophique conçoit la maladie et la guérison comme deux forces déjà présentes en l'être humain : elle rejette le concept d'immunité. Dans cette conception anthroposophique de la santé, la maladie constituerait une épreuve spirituelle que le malade doit traverser pour se métamorphoser.

### Maladies infantiles
La médecine anthroposophique prête aux maladies infantiles un pouvoir de métamorphose qui confère à l'enfant malade « des facultés nouvelles ». Les maladies infantiles, puisqu'elles s'accompagnent d'inflammations spécifiques de la peau, seraient l'expression de la forme nouvelle de l'enfant : de sa « mue » (physique et karmique). Les maladies infantiles seraient ainsi dotées d'une mission qui, une fois accomplie, ne se répète plus.

### Cancer
Dans la médecine anthroposophique, le cancer résulte d'un dérèglement dû à des « forces formatrices » (les forces éthériques, d'ordre surnaturel). Ce dérèglement des « forces formatrices » a une explication "karmique".
Les médecins anthroposophes préconisent notamment pour soigner le cancer de l'extrait de gui blanc (Viscum album) fermenté, commercialisé sous le nom d'Iscador par la firme anthroposophique Weleda. Ce traitement provient d'une vision de Steiner datant de 1917 : « Selon les indications de Rudolf Steiner, ce n’est que par le mélange approprié des extraits de gui d’été et d’hiver que le gui peut déployer son “véritable pouvoir de guérison” du cancer ». Vendu comme un anti-tumoral, et très utilisé dans les années 1980 dans le but de traiter différents cancers en Suisse et en Allemagne (foyers de la doctrine anthroposophique), son inefficacité a depuis lors été établie et son emploi déconseillé par la Société suisse d'Oncologie et la Ligue suisse contre le cancer,.
Selon un ancien adepte qui a passé plus de 30 ans sous l'emprise de l'anthroposophie, de nombreux adeptes atteints d'un cancer ont refusé d’être soignés en France et ont opté pour une clinique anthroposophique à l’étranger, se souvient-il. En guise de soins, ils y ont reçu des injections d’Iscador, de l’homéopathie et participé à des séances d’art-thérapie. Aucun n’est jamais revenu. Certains ont légué tous leurs biens à l’anthroposophie.

## Traitement anthroposophique
Les remèdes anthroposophiques sont sélectionnés selon des croyances anthroposophiques : « la guérison acquiert une dimension cosmique ».
La médecine anthroposophique dit prendre en compte l'aspect strictement individuel de la maladie, relevant de la dimension « karmique », notamment par des « thérapies artistiques » inventées par Rudolf Steiner telles que l’eurythmie curative. Elle conçoit l'activité artistique comme un moyen de prévenir « contre les influences pathogènes » et « d'éveiller les forces créatrices de l'âme ».

## Validation scientifique
Cette section ne s'appuie pas, ou pas assez, sur des sources secondaires ou tertiaires indépendantes du sujet.

Pour l'améliorer, ajoutez-en, ou placez des modèles {{Source secondaire souhaitée}} ou {{Source secondaire nécessaire}} sur les passages mal sourcés. (décembre 2016)
Les études scientifique n'ont jamais mis en évidence une quelconque efficacité de cette discipline comme médecine,.
La validation des concepts et des traitements anthroposophiques a fait l’objet de recherches aux niveaux biologique et clinique, portant sur les médicaments, les méthodes thérapeutiques, les outils conceptuels, ainsi que sur l’efficacité, la sécurité et les coûts de son exercice. La recherche méthodologique s’intéresse à la validation de l’approche clinique individuelle, en lien avec l’expertise individuelle du praticien (« Cognition Based Medicine »), en contrepoint à la validation statistique dont le format standard est l’essai randomisé contrôlé, base de la médecine basée sur les preuves (« Evidence Based Medicine »).
L’ouvrage de synthèse Anthroposophic Medicine, Effectiveness, utility, costs, safety, paru en 2006, donne une vue d’ensemble des résultats de la médecine anthroposophique, de son extension ainsi qu’une revue bibliographique complète des publications. Rédigé initialement à la demande des autorités sanitaires suisses, il obéit au format administratif d’un HTA Report (rapport d’évaluation d’une technologie de santé).
Lancée en 2004, l’étude AMOS (Antroposophic Medicine Outcomes Study) se fixe pour objectif de valider globalement la médecine anthroposophique dans ses différentes orientations thérapeutiques,.
En Suisse, à l'issue de deux périodes d'essai de six ans entre 1999 et 2012 (concernant quatre thérapies dites alternatives), le ministère de la Santé a conclu à une totale « incapacité à répondre à l'exigence légale d'efficacité » pour la médecine anthroposophique.
Les médicaments à base d’extraits de gui (Viscum album), utilisés dans le traitement complémentaire d’affections graves, y compris d’affections cancéreuses, ont fait l’objet d’une évaluation collective par essais randomisés contrôlés. Leur efficacité n'a jamais été démontrée et leur emploi est déconseillé par la Société suisse d'oncologie et la Ligue suisse contre le cancer,.

## Pratique de la médecine anthroposophique
La médecine anthroposophique n'est reconnue par aucune autorité médicale en Europe, à l'exception de la Suisse depuis 2016, en dépit d'une « incapacité à répondre à l'exigence légale d'efficacité » constatée à l'issue de la période d'essai.
Comme pour toute intervention à visée thérapeutique sur un malade, l’exercice de la médecine anthroposophique est légalement réservé aux médecins diplômés, reconnus et agréés comme médecins par les administrations compétentes de leurs pays (en France, il s'agit du délit d'exercice illégal de la médecine, prévu et réprimé par les articles L4161-1 à L4161-6 du Code de la santé publique). Les connaissances médicales nécessaires à tout médecin sont requises, mais il s'y ajoute une formation spécifique à la médecine anthroposophique (Cycles de formations de base et de formations médicales continues)[réf. nécessaire].
La fédération internationale des associations médicales anthroposophiques (IVAA) a élaboré en 2003 des critères internationaux de compétence en médecine anthroposophique[réf. nécessaire].

## Risques en santé publique
Selon l'Association française pour l'information scientifique, la médecine anthroposophique « porte le risque de détourner les patients d’un traitement efficace ou de l’aiguiller sur un mauvais diagnostic ».
La non-acceptation de la vaccination par l'anthroposophie pour des motifs liés à la croyance en des réincarnations karmiques est mentionnée dans de nombreux rapports d'enquête et dans plusieurs pays. Yves Casgrain, du Québec, note lui aussi que dans l'anthroposophie, les vaccins sont mal perçus car ils retarderaient la dette karmique. Malgré le recours à un vocabulaire « karmique », la médecine anthroposophique n'en tire pas les mêmes conclusions que les traditions indiennes, notamment en ce qui concerne l'opposition à la vaccination qui ne trouve aucun écho dans le bouddhisme, le jaïnisme ou l'hindouisme, celles-ci étant toutes favorables à cette mesure de santé publique, largement pratiquée et acceptée en Inde.
Vendu comme un anti-tumoral, l'Iscalor est très utilisé dans les années 1980 dans le but de traiter différents cancers en Suisse et en Allemagne (foyers de la doctrine anthroposophique), son efficacité n'a jamais été démontrée et son emploi est déconseillé par la Société suisse d'Oncologie et la Ligue suisse contre le cancer,.
Michel Onfray ajoute à ce sujet que chacun a droit à ses croyances mais qu'il est grave d'imposer sous couvert de spiritualité une médecine ou une pédagogie sur les bases d'une doctrine occultiste et pseudo-scientifique telle que l'anthroposophie : « Mais il y a également une médecine anthroposophique, une pharmacie anthroposophique, une pédagogie anthroposophique avec ses écoles concrètes. [...] Mais que des médicaments et des soins soient prodigués à des malades ou des enseignements à de jeunes enfants selon les principes astrologiques, occultistes, ésotériques de l’anthroposophie, voilà qui est plus grave. ».
En février 2000, le secrétaire d'état à la Santé a rappelé que « la médecine anthroposophique, initiée par Rudolf Steiner, s'inspire d'une tradition mystique et ésotérique d'origine occidentale » et qu'elle n'est pas « une technique médicale reconnue, ne faisant l'objet d'aucune évaluation attestée ».
Pour l'avoir longtemps pratiquée comme élève puis comme adepte, le lanceur d'alerte Grégoire Perra affirme que la médecine anthroposophique est du charlatanisme. Il dénonce la non-vaccination des enfants, le personnel de l'école faisant seulement semblant de procéder à la vaccination : « Il préparait l'aiguille avec le sérum, mais ne piquait pas, et le sérum s'écoulait juste à côté ». Il prend aussi l'exemple d'un remède populaire antérieur à l'anthroposophie et qui serait utilisé par des médecins anthroposophes pour « soigner un nourrisson qui a une otite et fait des convulsions en lui mettant des oignons frits dans l’oreille, afin que ceux-ci absorbent le mal qui est en lui ».
Pendant la pandémie de Covid-19, divers « médecins anthroposophes » ont proposé leurs analyses et traitements de la maladie (poussière de météorite, gingembre, méditation, eurythmie, « salutogenèse »...), sans jamais de succès et souvent en alimentant le complotisme (dénonçant par exemple des liens avec la 5G) et surtout un commerce juteux. En réalité, la médecine anthroposophique, fondée avant la découverte des virus et n'ayant pas beaucoup évolué depuis, récuse l'existence même des virus, qu'elle voit comme « l’excrétion d’une cellule empoisonnée ».
Au Brésil, la conseillère santé du président Jair Bolsonaro en 2021, Nise Yamaguchi, est une fervente partisane de l'anthroposophie et a fait pression pour empêcher toute prise en charge de la Covid-19, s'opposant notamment à la vaccination et faisant la promotion de l'hydroxychloroquine de Didier Raoult, médicament qui ne fait pas partie de la pharmacopée anthroposophique mais très prisé de la mouvance complotiste. La pandémie de Covid-19 au Brésil a été l'une des plus meurtrières au monde, et la prolifération incontrôlée du virus a permis l'émergence d'un variant local encore plus dangereux.